# Бернштейн, Лев Борисович (инженер)
Лев Бори́сович Бернште́йн (21 декабря 1911, Нижний Новгород — 17 августа 1996, Москва) — советский инженер, гидростроитель. Доктор технических наук (1976).

## Биография
Родился в 1911 году в Нижнем Новгороде. Член КПСС.
С 1926 г. — электромонтёр Мосэнерготреста, уполномоченный Госиздата, заведующий сектором школьного строительства ЦК ВЛКСМ, бригадир щитовой проходки шахты московского Метростроя, научный сотрудник института «Гидроэнергопроект» на проекте Кислогубской приливной электростанции. Закончил Московский инженерно-строительный институт в 1938. Будучи студентом, руководил экспедицией по обследованию Кольского побережья, выбрал и обосновал место строительства Кислогубской ПЭС, которой был посвящён его дипломный проект. Участник Великой Отечественной войны. После войны — главный инженер проекта Центрального проектного бюро инженерного управления ВМФ СССР. В 1947 арестован, в заключении в Горлаге. Освобождён в конце 1956 года, реабилитирован. Руководитель отдела по использованию приливной энергии, главный инженер проектов приливных электростанций и наплавных конструкций института «Гидропроект», главный инженер строительства Кислогубской ПЭС.
Лауреат премии Совета Министров СССР за проекты Кислогубской ПЭС и перехода через Днепр. Доктор технических наук (степень присуждена в 1976 по совокупности работ по приливной гидроэнергетике).
Умер в Москве в 1996 году.
Именем Бернштейна в 2007 году названа Кислогубская ПЭС.

## Труды
- Немецко-русский гидротехнический словарь. М.: Гостехиздат, 1949.
- Приливные электростанции в современной энергетике. Ч. 1. М.: Госэнергоиздат, 1961.
- Прямоточные и погруженные гидроагрегаты. М.: ЦИНТИ машиностроения, 1962.
- Кислогубская приливная электростанция (под редакцией Л.Б. Бернштейна). М.: Энергия, 1972.
- Приливные электростанции (под редакцией Л. Б. Бернштейна). М.: Энергоатомиздат, 1987.
- Бернштейн Л.Б., Силаков В.Н., Гельфер С.Л. и др. Приливные электростанции. Кн. 2. М.: АО «Институт Гидропроект», 1994.

## Архивный фонд
- Российский государственный архив экономики. Фонды личного происхождения. Ф.866. Бернштейн Лев Борисович — гидроэнергетик, доктор технических наук. 1911—1996 г.г. Оп.1. Книги, монографии, статьи, доклады (1924—1995).